# ТЕС Баніас
ТЕС Баніас – теплова електростанція на заході Сирії у портовому місті Баніяс.
У 1981 – 1982 роках на майданчику станції ввели в експлуатацію два конденсаційні блоки з паровими турбінами потужністю по 170 МВт, котрі в 1997-му та 1998-му доповнили ще двома такої потужності. Всі вони були розраховані на спалювання нафти, при цьому паливна ефективність блоків 1 та 2 складала лише 28%, тоді як для споруджених японською компанією Mitsubishi блоків 3 та 4 цей показник становив вже 36% та 38%. Крім того, з 1989-го у складі ТЕС працювала встановлена на роботу у відкритому циклі газова турбіна потужністю 30 МВт, яка використовувала дизельне пальне.
У 2010-му тут ввели в роботу ще дві газові турбіни, проте значно більшої потужності – по 135 МВт. Вони були розраховані на споживання природного газу, доправленого по трубопроводу Хомс – Баніас, крім того, на цей же вид палива запланували перевести і старі конденсаційні енергоблоки.
Для охолодження використовують морську воду.
Зв’язок із енергосистемою країни відбувається по ЛЕП, розрахованій на роботу під напругою 230 кВ.